# Emmanuele Viggiano

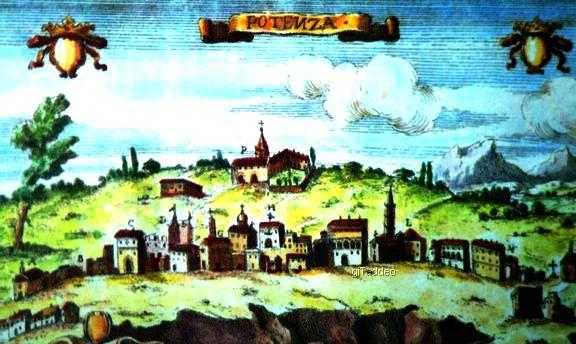
Potenza tra fine XVII e inizio XVIII secolo, in un'incisione da Il Regno di Napoli in prospettiva di Giovan Battista Pacichelli

Emmanuele Viggiano (Potenza, 1770 – Potenza, 1840) è stato un presbitero e storico italiano.

## Biografia
Nato a Potenza nel 1770, da famiglia "borghese" di proprietari terrieri, Emmanuele Viggiano si dedicò da subito alla carriera ecclesiastica, entrando nel Capitolo della Cattedrale di San Gerardo con la carica di canonico cantore e, dunque, partecipando alla gestione ed amministrazione del patrimonio laico della chiesa potentina.
Probabilmente, proprio perché componente questo Capitolo, don Emmanuele ebbe modo di accedere agli archivi capitolari in cui era custodito, tra l'altro, un manoscritto settecentesco, copia e "accrescimento" della Historia della Città di Potenza del canonico Giuseppe Rendina (1673) e ampliato, nel 1748, dal canonico Gerardo Picernese. Di esso si servì per compilare, spesso plagiando Rendina, la sua opera storica.
La sua attività dovette, comunque, essere più di insegnante che di sacerdote in senso stretto, come attestano le notizie secondo le quali avrebbe composto una Arte poetica di Orazio tradotta in versi italiani, oltre a traduzioni del Cato Maior e del Laelius di Cicerone - tutti testi utilizzati nei Seminari e, sicuramente, in quello potentino. Questi testi, proprio perché destinati all'uso interno, non vennero pubblicati dal Viggiano, che, stando ai libri parrocchiali, morì nella sua città nel 1840.

## Memorie della Città di Potenza
Viggiano, nell'autunno 1805, pubblicò, dedicandole alla contessa Ginevra Loffredo, le sue Memorie della Città di Potenza, una storia cittadina pubblicata in un volume in quarto nella stamperia Orsini di Napoli.
L'opera, divisa in 10 capitoli, con un'appendice documentaria, per un totale di 245 pagine, si apre con un "preambolo" sui Lucani, che costituisce il primo capitolo ed una sorta di introduzione di tipo storico-contestuale, seguito da 5 capitoli (II-VI) propriamente storici, dalle origini della città di Potenza ai suoi giorni, completandosi con quattro capitoli di tipo descrittivo, tipici delle storie cittadine del Regno di Napoli in età moderna, che trattano, rispettivamente, della cronotassi vescovile, dei feudatari, dei letterati e dell'"odierno stato" cittadino. Le "memorie" si chiudono, poi, come detto, con un'appendice sulle epigrafi e una trascrizione, tratta dai documenti capitolari, degli Acta dei 12 fratelli martiri e dell'agiografia del santo patrono.
Si tratta, in effetti, di una tipica storia cittadina, neutra, fortemente legata alla famiglia Loffredo e, come tale, più che storia della città in sé, come ci si aspetterebbe, è una vera e propria storia feudale. Le Memorie, secondo questo modello, abbastanza anacronistico ad inizio XIX secolo, rappresentano ancora la città di Potenza formalmente ripartita secondo l’antico modulo parrocchiale e, dunque, volta ancora verso la tranquilla storia feudale, più rassicurante rispetto alle vicende del 1799 appena trascorso, che a Potenza aveva visto l'omicidio cruento del vescovo Giovanni Andrea Serrao: significativamente, infatti, gli eventi della municipalità potentina venivano e citati solo come «quel generale disastro, che tanto scompiglio nel nostro Regno produsse».
Le Memorie di Viggiano, comunque, sono notevoli per «il tradizionale accento posto sugli «uomini di lettere» della città, di tradizione sei-settecentesca, volto ad evidenziare la volontà di una posizione di maggiore spicco».